# Insufficienza d'organo
In medicina si parla di disfunzione d'organo quando un organo non adempie in modo efficace alla propria funzione. Si parla, specificamente, di insufficienza d'organo quando la disfunzione organica è tanto grave da non consentire la normale omeostasi dell'organismo, in questi casi raggiungibile soltanto mediante un intervento medico che sopperisca all'insufficienza.
Disfunzione e insufficienza d'organo, di per sè, non costituiscono diagnosi cliniche; sono considerate, anzi, conseguenza di altri processi patologici che vanno indagati al fine di stabilire l'eziologia del quadro clinico complessivo. A seconda della modalità di esordio e della sua tendenza a risolversi o a perdurare nel tempo, l'insufficienza d'organo viene rispettivamente classifica in "acuta" o "cronica".
L'insufficienza multiorgano può associarsi ad un quadro di setticemia ed è molto spesso letale; in alcuni paesi, come la Spagna, è stato osservato un aumento dell'incidenza delle sindromi da insufficienza multiorgano; ciò è probabilmente da imputare al drastico aumento della popolazione anziana nei paesi del primo mondo, come la stessa Spagna.
Esistono specifici parametri, declinati ad uso medico, che permettono di stimare la probabilità di risoluzione di un'insufficienza d'organo (ma anche di insufficienza multiorgano) e di formulare una prognosi. 
Lo score SOFA utilizza determinati valori di laboratorio (ricavati ad esempio da un esame del sangue mirato) di un paziente affetto da insufficienza d'organo, calcolati nelle prime 24 ore di ospedalizzazione, per stimare la probabilità di decesso del paziente a causa dell'insufficienza organica per la quale risulta ricoverato.